# Grad Rosenborg
Grad Rosenborg (dansko Rosenborg Slot) je renesančni grad v Københavnu na Danskem. Grad je bil prvotno zgrajen kot podeželska poletna hiša leta 1606 in je primer številnih arhitekturnih projektov Kristijana IV. Zgrajen je bil v nizozemskem renesančnem slogu, značilnem za danske stavbe v tem obdobju, in je bil večkrat razširjen, končno pa se je razvil v sedanje stanje do leta 1624. Arhitekta Bertel Lange in Hans van Steenwinckel mlajši sta povezana s strukturnim načrtovanjem gradu.

## Zgodovina
Grad so danski regenti uporabljali kot kraljevo rezidenco do leta 1710. Po vladavini Frederika IV. je bil Rosenborg uporabljen kot kraljeva rezidenca le dvakrat in obakrat v izrednih razmerah. Prvič po tem, ko je leta 1794 pogorela palača Kristijansborg, drugič pa med britanskim napadom na København leta 1801.

## Arhitektura
Danes grad Rosenborg s svojimi visokimi stolpi in zidaki, okrašenimi z rdečim peščenjakom, izstopa kot ugleden predstavnik številnih stavb Kristijana IV.. Zgrajena je v posebnem nizozemskem renesančnem slogu, ki je postal značilen za danske stavbe tega obdobja. Nekaj imen arhitektov, Bertel Langes in Hans van Steenwinckels, je povezanih z gradom. Kristjan IV. je imel velik vpogled v arhitekturo in je šel v svoje stavbe z življenjem in dušo. Pogosto se razpravlja o kraljevih osebnih prizadevanjih v zvezi z Rosenborgom, vendar je on nedvomno dal številne zamisli.
Dolga dvorana, ki je v tretjem nadstropju, je bila dokončana leta 1624. Prvotno je bila mišljena kot plesna dvorana. Okoli leta 1700 so jo uporabljali kot kraljevo sprejemno sobo in za bankete. Šele v drugi polovici 19. stoletja je postala znana kot »Viteška dvorana«.
Kristijan V. Danski je dal dvorano delno posodobiti z dvanajstimi tapiserijami, ki prikazujejo kraljeve zmage v skanski vojni (1675–1679). Strop iz štukature, ki jih vidimo danes, so iz začetka 18. stoletja. Prikazuje danski grb, obkrožen z redoma slona in Dannebrog. Stranski reliefi prikazujejo zgodovinske dogodke iz prvih let vladavine Friderika IV., vključno z osvoboditvijo podložnikov, ustanovitvijo dragonov in deželne milice med njimi. Freske na stropu Hendricka Krocka predstavljajo Regalije.
Med glavnimi znamenitostmi Rosenborga sta kronanski stol absolutističnih kraljev in prestol kraljic s tremi srebrnimi levi, ki stojijo spredaj. Dolga dvorana vsebuje tudi veliko zbirko srebrnega pohištva, ki je večinoma iz 17. stoletja.

## Zbirke Rosenborg
Grad je odprt za javnost za oglede in v njem je muzej, v katerem so razstavljene kraljeve zbirke, artefakti, ki zajemajo širino kraljeve danske kulture, od poznega 16. stoletja Kristijana IV. do 19. stoletja. Nekateri od teh predmetov so nekoč pripadali plemstvu in aristokraciji. Grad, danes državna last, je bil odprt za javnost leta 1838.
Posebno zanimiva za turiste je zakladnica, ki prikazuje kronske dragulje in regalije danske krone, ki so v gradu. Tam je shranjena tudi kronanska preproga. V gradu je prestolni stol Danske. V poletnem času pred gradom na grajskem vrtu cvetijo rože.

## Vrtovi
Grad stoji v Kongens Have (Kraljevem vrtu), znanem tudi kot Grajski vrt Rosenborg. Vrt gradu Rosenborg je najstarejši kraljevi vrt v državi in ga je tik pred izgradnjo glavnega gradu v renesančnem slogu okrasil Kristijan IV. Danes so vrtovi priljubljeno zatočišče prebivalcev Københavna in vsako leto pritegnejo približno 2,5 milijona obiskovalcev. Poleg gradu so vojašnice, kjer je kraljeva življenjska garda. Straža varuje grad.

## Galerija
- Pogled od spredaj
- Pogled z zahoda
- Desni pogled
- Zadnji del gradu Rosenborg
- Krona kralja Kristijana IV. na ogled na gradu
- Ddanski globus cruciger na ogled na gradu.